# Dan I
Dan I (1354 - 23 september 1386, heerser van Walachije tussen cc. 1383 - september 1386) was de zoon van Radu I en de broer van Mircea cel Bătrân (Mircea de Oudste). 
Dan I was de woiwode die de werkingen aan het Tismanaklooster voltooide. 
Het is onduidelijk hoe Dan I overleden is. Volgens sommigen, waaronder vooral de Bulgaren, overleed Dan op 23 september 1386 in een gevecht tegen Bulgarije dat geholpen werd door de Ottomanen. Zijn broer Mircea cel Bătrân was zijn opvolger.